# Lancer du javelot féminin aux Jeux olympiques d'été de 1952
Pour un article plus général, voir Athlétisme aux Jeux olympiques d'été de 1952.
Navigation
Londres 1948 Melbourne 1956

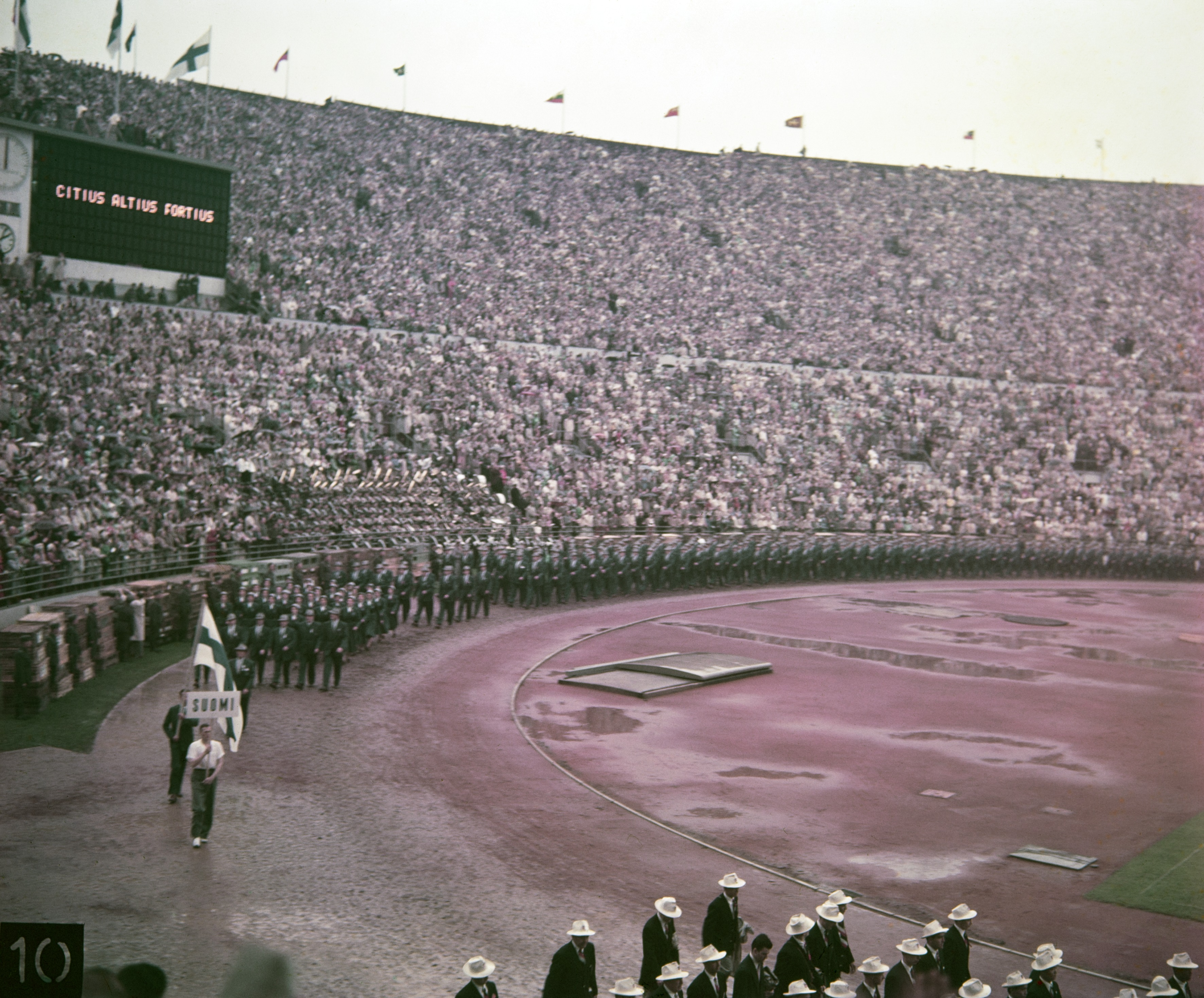

L'épreuve du lancer du javelot féminin aux Jeux olympiques de 1952 s'est déroulée le 24 juillet 1952 au Stade olympique d'Helsinki, en Finlande. Elle est remportée par la Tchécoslovaque Dana Zátopková.

## Résultats

### Finale
| Rang               | Athlète               | Pays             | Essais | Essais | Essais | Essais | Essais | Essais | Marque | Notes |
| Rang               | Athlète               | Pays             | 1      | 2      | 3      | 4      | 5      | 6      | Marque | Notes |
| ------------------ | --------------------- | ---------------- | ------ | ------ | ------ | ------ | ------ | ------ | ------ | ----- |
| Médaille d'or      | Dana Zátopková        | Tchécoslovaquie  | 50.47  | 41.34  | 46.28  | 43.45  | 45.62  | 47.63  | 50.47  | OR    |
| Médaille d'argent  | Aleksandra Chudina    | Union soviétique | 46.71  | 45.20  | 47.50  | x      | 49.61  | 50.01  | 50.01  |       |
| Médaille de bronze | Yelena Gorchakova     | Union soviétique | 46.67  | 49.76  | 48.27  | 45.28  | 43.10  | 43.28  | 49.76  |       |
| 4                  | Galina Zybina         | Union soviétique | 44.86  | 48.35  | 47.24  | 47.94  | 47.81  | 45.95  | 48.35  |       |
| 5                  | Lily Carlstedt-Kelsby | Danemark         | 46.23  | 40.90  | 45.30  | 42.38  | 44.82  | 44.77  | 46.23  |       |
| 6                  | Marlies Müller        | Allemagne        | x      | 44.37  | x      | 43.21  | x      | 43.08  | 44.37  |       |
| 7                  | Maria Ciach           | Pologne          | 42.55  | 43.53  | 44.31  |        |        |        | 44.31  |       |
| 8                  | Jutta Krüger          | Allemagne        | 44.30  | 42.17  | 41.77  |        |        |        | 44.30  |       |
| 9                  | Herma Bauma           | Autriche         | 42.54  | 42.27  | 41.13  |        |        |        | 42.54  |       |
| 10                 | Estrella Puente       | Uruguay          | 39.41  | 41.44  |        |        |        |        | 41.44  |       |
| 11                 | Ada Turci             | Italie           | 41.15  | 41.20  | 40.03  |        |        |        | 41.20  |       |
| 12                 | Inge Bausenwein       | Allemagne        | 41.16  | 39.60  | 39.55  |        |        |        | 41.16  |       |
| 13                 | Marjorie Larney       | États-Unis       | x      | 40.58  | 36.04  |        |        |        | 40.58  |       |
| 14                 | Anni Rättyä           | Finlande         | 40.33  | 38.85  | 40.56  |        |        |        | 40.56  |       |
| 15                 | Diane Coates          | Grande-Bretagne  | 40.17  | 39.28  | 38.55  |        |        |        | 40.17  |       |
| 16                 | Kaisa Parviainen      | Finlande         | 38.03  | 39.82  | x      |        |        |        | 39.82  |       |
| 17                 | Elsa Torikka          | Finlande         | 39.58  | x      | 36.73  |        |        |        | 39.58  |       |